# アンドレ・ルイス・ラダガ
アンドレジーニョ（Andrezinho）ことアンドレ・ルイス・ラダガ（André Luiz Ladaga、1975年2月19日 - ）は、ブラジル出身でアゼルバイジャンに帰化した元サッカー選手。元アゼルバイジャン代表。ポジションはMFもしくはDF。

## クラブ歴
ブラジル国内のクラブを転々としていたが、2004年にアゼルバイジャン・プレミアリーグのFKバクーに移籍。2007-08シーズン末までで80試合に出場した。2009年夏にFKカルヴァンに移籍したが2試合の出場で2010年1月に現役引退した。

## 代表歴
2006年にアゼルバイジャン国籍を取得し、同年9月2日に行われたUEFA EURO 2008予選のセルビア・モンテネグロ代表戦でアゼルバイジャン代表としてデビューした。同月6日に行われた同予選カザフスタン代表戦で代表初得点を記録したが、代表での得点はこの1試合に止まった。2007年11月17日に行われた同予選フィンランド代表戦が代表最後の試合となった。

## 個人成績
代表での得点一覧
| #  | 日附         | 場所                                     | 対戦相手     | 得点 | 結果 | 大会               | 出典  |
| -- | ------------ | ---------------------------------------- | ------------ | ---- | ---- | ------------------ | ----- |
| 1. | 2006年9月6日 | バクー・トフィク・バフラモフ・スタジアム | カザフスタン | 1–1  | 1-1  | UEFA EURO 2008予選 | [ 2 ] |

| アゼルバイジャン代表 | アゼルバイジャン代表 | アゼルバイジャン代表 |
| 年                   | 出場                 | 得点                 |
| -------------------- | -------------------- | -------------------- |
| 2006                 | 4                    | 1                    |
| 2007                 | 7                    | 0                    |
| 計                   | 13                   | 1                    |

## タイトル
FKバクー
- アゼルバイジャン・プレミアリーグ: 2005-06